# Ad ogni costo (film 1967)
Ad ogni costo (Grand Slam) è un film del 1967 diretto da Giuliano Montaldo.

## Trama
Dopo trent'anni il professor James Anders ha terminato la sua carriera di insegnante in una scuola di Rio de Janeiro. Ora il suo scopo è quello di rubare dei diamanti, custoditi nell'edificio di fronte alla scuola: per questo chiede ad un suo vecchio amico di infanzia Milford, boss del crimine a New York, i nomi di 4 specialisti incensurati, i migliori del loro campo, che incontra e arruola perché l'impresa abbia successo. Così il piano ha avuto successo, ma i quattro vengono raggiunti e si salva solo uno che viene ucciso anche lui poco dopo. Milford scopre che la valigetta é vuota e qualcuno si é appropriato del bottino.

## Accoglienza

### Critica
«Cast molto eterogeneo: troppi stereotipi, fatta eccezione per il finale.» *½ 